# František Janouch
František Janouch, född 22 september 1931 i Lysá nad Labem i Tjeckien (i dåvarande Tjeckoslovakien), död 12 januari 2024 i Stockholm, var en tjeckisk-svensk kärnfysiker, politisk dissident (medgrundare av Charta 77) och författare.

## Biografi
Janouch var medlem i det tjeckoslovakiska kommunistpartiet från 1948. Han studerade kärnfysik i Leningrad och Moskva. Främsta meriterna före 1968: docent i teoretisk fysik vid Karlsuniversitetet i Prag, chef för avdelningen för teoretisk kärnfysik och ordförande i kommunistpartiets avdelning i Kärnforskningsinstitutet. Han lämnade landet 1974, eftersom han stödde Alexander Dubčeks liberalisering. Han var ordförande i stiftelsen för Charta 77. Han gav ut Röster från Tjeckoslovakien (senare Tjeckiska och slovakiska röster). Han arbetade som kärnfysiker på Manne Siegbahninstitutet för fysik och var (1996-2000) EU-direktör för Ukrainas vetenskapliga teknologiska center i Kiev.
Han är far till Katerina Janouch.

## Utmärkelser
- Tjeckiska senatens minnesmedalj,  2012[11]
- Tjeckiens förtjänstmedalj

[Redigera Wikidata]